# Torralba de Oropesa
Torralba de Oropesa è un comune spagnolo di 227 abitanti situato nella comunità autonoma di Castiglia-La Mancia.